# Lucía García
Lucía García Córdoba (Baracaldo, Vizcaya, 14 de julio de 1998) es una futbolista española. Desde 2024 juega como delantera en Rayadas de la Liga MX Femenil. Perteneció al Athletic Club de la Primera División Femenina de España. y el Manchester United Women Football Club de la Women's Super League. Debutó en la selección española absoluta en 2018.

## Trayectoria
Lucía y sus tres hermanos nacieron en el Hospital de Cruces ya que allí estaban especializados en partos múltiples. Su madre, embarazada de siete meses, se desplazó a Baracaldo desde la localidad asturiana de donde son originarios, Pola del Pino, únicamente para el parto.

### Inicios en el Oviedo Moderno
Debutó en Primera División a los 15 años, en la temporada 2013-2014, en las filas del Oviedo Moderno C.F. En su primera temporada en la máxima categoría disputó 26 partidos, consiguiendo 8 goles en total. Su debut lo realizó en la primera jornada de la competición frente al Valencia CF. Los tantos de la joven delantera permitieron a su equipo terminar la temporada en décimo-tercera posición.
Su segunda temporada fue similar a la anterior. En los 18 partidos que disputó durante ese año, Lucía consiguió igualar su cifra goleadora de 8 tantos y, su equipo volvía a mantener la categoría, terminando en un meritorio décimo puesto. Peor suerte corrió el equipo asturiano en la temporada 2015-2016. En esta ocasión, Lucía sólo pudo anotar 3 goles en un total de 19 jornadas de la Primera División. El equipo terminó la temporada en la 15.ª posición, consolidando así su descenso de categoría.

### Athletic Club
El verano siguiente, cuando Lucía tenía 18 años, fichó con el Athletic Club. Desde su llegada, siempre ha sido un referente en el equipo y en la ciudad. Su adaptación al equipo fue rápida. En su primer año consiguió anotar 5 goles en 21 partidos de Liga. Además, ese año ha disputado su primera y, hasta el momento, única participación en la Champions League Femenina. En la máxima competición europea participó en dos encuentros, en los que no pudo anotar ningún gol. La temporada 2017-2018 fue similar a la primera, ya que en los 27 partidos de la competición liguera anotó 4 tantos. Ese mismo año, en la Copa de la Reina, participó en tres partidos, anotando también 3 goles.
En el año 2018-2019 dio su primer gran paso al frente. Sus cifras goleadoras crecieron exponencialmente y en apenas 22 partidos llegó a la cifra de 12 goles en Primera División, su cifra más alta hasta aquel momento. Como no, fue una de las estrellas de su equipo, permitiéndole llegar a una meritoria 5.ª posición en el torneo. Su rendimiento durante esa temporada la llevó a ser una de las jugadoras más destacadas del campeonato y una de las fijas en las quinielas de convocatorias para la selección nacional. El 13 de marzo de 2019, en un partido frente al EDF Logroño, Lucía lograba su primer triplete como jugadora del Athletic en una victoria por 4-3 de las vascas.
Durante la temporada 2019-2020, su progresión sufrió un pequeño estancamiento. Lucía se perdió varios partidos y tan sólo pudo jugar 18, en los cuales anotó 9. Pese a que las cifras bajaron, el porcentaje de gol por partido siguió siendo alto, anotando una diana cada dos encuentros. La temporada siguiente, Lucía recuperó el nivel goleador y su regularidad y batió su propio récord: 16 goles en 29 partidos. Durante esta temporada, en un momento de crisis personal y de su equipo (ella llevaba dos meses sin anotar un gol y el Athletic coqueteaba con la zona baja de la clasificación), Lucía realizó una de sus mejores actuaciones como "leona" y firmó su segundo triplete en el club en una victoria por 2-3 frente al Rayo Vallecano.
Pese a que la temporada 21-22 no comenzó del todo bien para Lucía, consiguió cerrar el año con unas cifras más que dignas al llegar a los 11 goles y 4 asistencias, siendo una vez más una de las jugadoras más destacadas en lo que a delanteras nacionales se refiere.

### Manchester United
El 30 de junio de 2022 termina contrato con el Athletic Club y decide firmar un contrato de dos años por el Manchester United. Hizo su debut el 17 de septiembre de 2022 en una victoria por 4-0 contra el Reading antes de marcar su primer gol con el club la semana siguiente en una victoria a domicilio por 2-0 contra el West Ham United el 25 de septiembre. El 12 de mayo de 2024, anota un histórico doblete en la final de la FA Cup Femenina y fue nombrada jugadora del partido, ayudando a su equipo, el Manchester United a ganar la FA Cup femenina por primera vez, venciendo al Tottenham Hotspur por 4-0 en el estadio de Wembley.

### Selección nacional
Lucía siempre ha sido una fija en las convocatorias de las categorías inferiores de la selección nacional desde su primera llamada para el equipo sub-16. En el año 2014, fue llamada por primera vez y, ese mismo año, participó con el equipo en el Torneo de Desarrollo de la UEFA que se celebró en Serbia. En esa competición, en la que España se coronó campeona, la que por entonces era delantera del Oviedo Moderno, fue una de las jugadoras más destacadas con 5 tantos en 4 partidos.
Los grandes torneos llegaron un año después. En 2015 se hizo con el Campeonato de Europa de la UEFA Sub-17. Después de un comienzo dubitativo, empatando frente a Inglaterra, la selección se jugaba todo contra Alemania, una de las favoritas. Tres goles de Lucía fueron la clave para cerrar la goleada que daba a España un subidón de moral de cara al resto de campeonato. La final del torneo fue frente a Suiza y el equipo español ganó por 5-2. Lucía anotó el primer gol de ese partido.
Dos años después, volvió a ganar un gran torneo. En 2017 se hizo con el título en el Campeonato de Europa de la UEFA Sub-19. España comenzó su andadura frente a Irlanda del Norte, en un partido en el que el equipo español ganó por 2-0 con un gol de la delantera de Baracaldo. Después de perder frente a Alemania por 2-0 y de vencer a Escocia (1-0), España se vería las caras frente a los Países Bajos en semifinales, partido que ganaría por 3-2. Lucía hizo el primer gol de la semifinal. En la final, España vencería a Francia por 3-2 después de una gran remontada en los minutos finales.
En 2018 debutó en la selección española absoluta en Bélgica, en la Copa de Chipre que España ganó.
En junio de 2019 en la Copa Mundial Femenina de Fútbol en Francia. En el primer partido que ganó la selección en un mundial ante Sudáfrica (3-1) marcó un gol, el tercero, tras dos tantos por penalti marcados por Jennifer Hermoso.
En julio de 2022 fue llamada una vez más para defender los colores de la selección española, esta vez, para la Eurocopa Femenina. Lucía comenzó el torneo siendo clave para España, anotando un gol en un gran remate de cabeza en el partido inaugural frente a Finlandia en la victoria por 4-1 de España.

## Clubes
| Club                | País       | Año         |
| ------------------- | ---------- | ----------- |
| Oviedo Moderno C.F. | España     | 2013 - 2016 |
| Athletic Club       | España     | 2016 - 2022 |
| Manchester United   | Inglaterra | 2022 - 2024 |
| Monterrey Femenil   | México     | 2024 - 2025 |

## Palmarés

### Títulos nacionales
| Título          | Equipo                   | Sede       | Año  |
| --------------- | ------------------------ | ---------- | ---- |
| Liga MX Femenil | Club de Fútbol Monterrey | México     | 2024 |
| Women's FA Cup  | Manchester United        | Inglaterra | 2024 |

### Campeonatos internacionales
| Título         | Equipo              | Sede              | Año  |
| -------------- | ------------------- | ----------------- | ---- |
| Europeo Sub-17 | Selección de España | Islandia          | 2015 |
| Europeo Sub-19 | Selección de España | Irlanda del Norte | 2017 |

### Distinciones individuales
| Distinción                         | Año     |
| ---------------------------------- | ------- |
| Jugadora destacada de la Selección | 2019-20 |